# Sanctuaire du Nazaréen d'Achaguas
Le sanctuaire du Nazaréen d’Achaguas, ou église Sainte-Barbe, est une église située à Achaguas au Venezuela, à laquelle l’Église catholique donne le statut de sanctuaire national. Il est rattaché au diocèse de San Fernando de Apure, et est en tant que sanctuaire le lieu de vénération d’une statue appelée le Nazaréen d’Achaguas (es), l’église étant dédiée historiquement à sainte Barbe.

## Historique
Une mission catholique sous la protection de sainte Barbe s’installe à Achaguas vers 1774. À une première chapelle succède une église Sainte-Barbe en dur, à la fin du XVIIIe siècle ; le 1er février 1811, les habitants demandent la création d’une paroisse, ce qui arrive le 7 mai.
Le général José Antonio Páez part combattre pour l’indépendance de la Grande Colombie en 1821, lors de la campagne de Carabobo. Avant son départ, il fait promesse de commander une sculpture de Jésus-Christ en cas de victoire ; ce qu’il fait en 1835, au sculpteur Merced Rada.
La paroisse est mise sous la protection de cette statue, dite du Nazaréen d’Achaguas (es), le 28 mai 1956, par l’évêque de Calabozo, Antonio Ignacio Camargo ; sainte Barbe reste simplement co-patronne. L’église est modifiée à cette occasion, ainsi qu’en 1975 et plus tard en 2014.
À partir de 1997 s’organise un pèlerinage annuel. En 1999, l’évêque, Mariano José Parra Sandoval (es), déclare l’église sanctuaire diocésain. En 2010, la Conférence épiscopale du Venezuela en fait un sanctuaire national, annonce faite par l’évêque, Víctor Manuel Pérez Rojas (es).